# Généralité de Tours
1542–1790
(483 ans)
Entités précédentes :
- Création

Entités suivantes :
- Indre-et-Loire
- Sarthe
- Vienne

La généralité de Tours est une circonscription administrative de France créée en 1542. Tours fut siège d'une des dix-sept recettes générales créées par Henri II et confiées à des trésoriers généraux (Édit donné à Blois en janvier 1551).
Elle se composait de seize élections et de vingt-et-une subdélégations (intendance), et réunissait les trois provinces d'Anjou, Maine et Touraine.

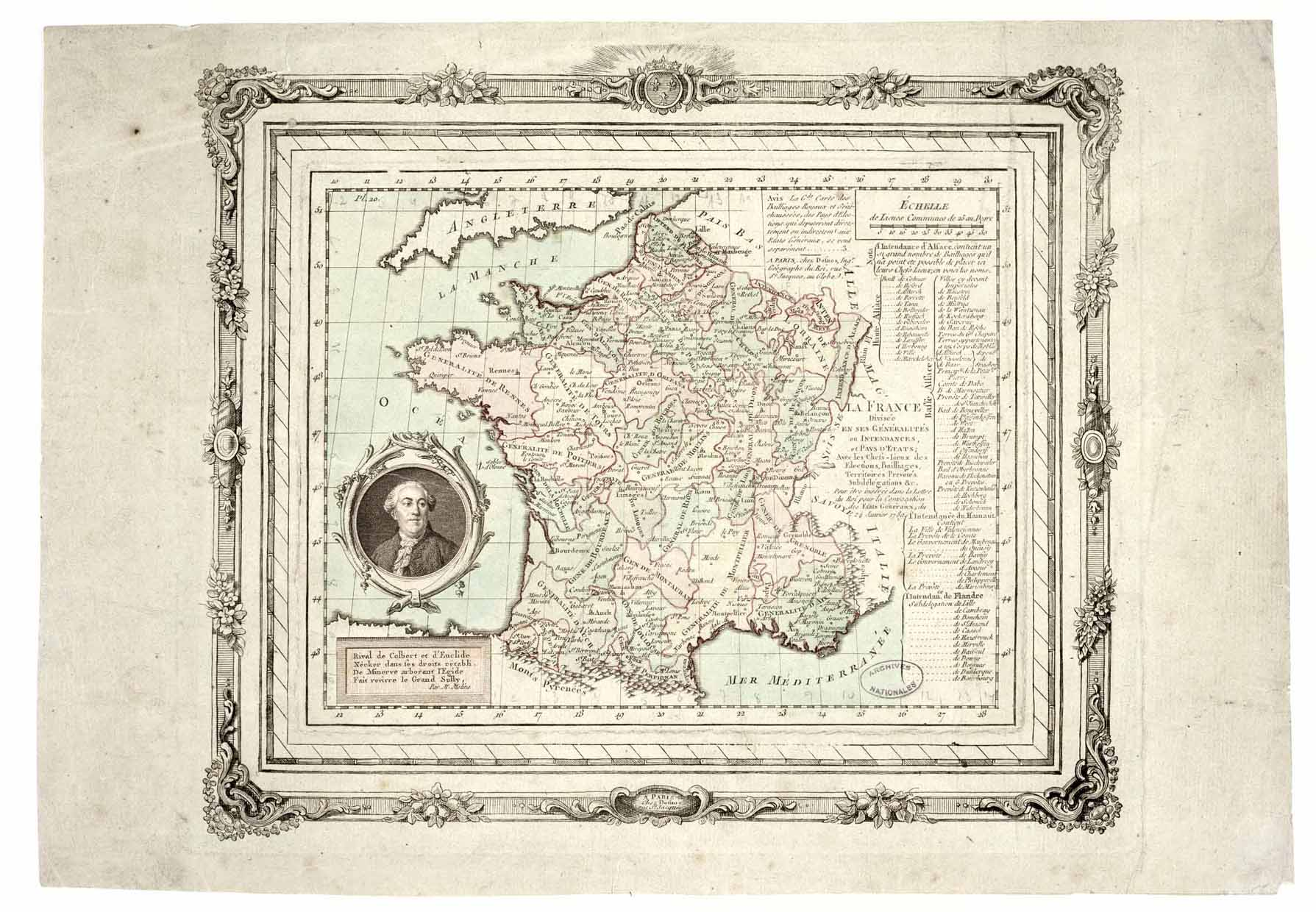
Les généralités en France en 1789, dont celle de Tours

## La généralité d'après le Règlement général du 24 janvier 1789 (États généraux)
Noms des bailliages principaux, suivis du nombre de députés à élire et du nom des bailliages secondaires :
- Sénéchaussée d'Angers, 16 députés, (Angers, Baugé, Beaufort, Château-Gontier, Craon, La Flèche, Le Lude) ;
- Sénéchaussée de Loudun à Loudun, 4 députés ; (Loudun) ;
- Sénéchaussée du Maine au Mans, 20 députés, (Beaumont-le-Vicomte, Château-du-Loir, Fresnay-le-Vicomte, Laval, Mamers, Sainte-Suzanne) ;
- Sénéchaussée de Saumur, 4 députés ; (Saumur, Doué, Mirebeau,  Moncontour, Montreuil-Bellay, Richelieu) ;
- Bailliage de Tours, 16 députés, (Châtillon-sur-Indre, Chinon, Langeais, Loches, Montrichard, Tours).

## Liste des circonscriptions administratives
La généralité étant une des circonscriptions administratives majeures, la connaissance historique du territoire concerné passe par l'inventaire des circonscriptions inférieures de toute nature. Cet inventaire est la base d'une exploration des archives réparties entre les différentes archives départementales des départements compris dans la généralité.
Cette liste ne comporte pas les bailliages ci-dessus, leurs appellations exactes restant à confirmer.
- Élection d'Amboise
  - Subdélégation d'Amboise
- Élection d'Angers
  - Subdélégation d'Angers
- Élection de Baugé
  - Subdélégation de Baugé
  - Subdélégation de Beaumont, Beaumont-le-Vicomte
- Élection de Château-du-Loir
  - Subdélégation de Château-du-Loir
- Élection de Château-Gontier
  - Subdélégation de Château-Gontier
- Élection de Chinon
  - Subdélégation de Chinon
  - Subdélégation de Cholet
- Élection de La Flèche
  - Subdélégation de La Flèche
- Élection de Laval
  - Subdélégation de Laval
- Élection de Le Mans
  - Subdélégation de Le Mans
- Élection de Loches
  - Subdélégation de Loches
- Élection de Loudun
  - Subdélégation de Loudun
  - Subdélégation de Mamers
- Élection de Mayenne
  - Subdélégation de Mayenne
- Élection de Montreuil-Bellay
  - Subdélégation de Montreuil-Bellay
- Élection de Richelieu
  - Subdélégation de Richelieu
- Élection de Saumur
  - Subdélégation de Saumur
  - Subdélégation de Sillé-le-Guillaume
- Élection de Tours
  - Subdélégation de Tours
  - Subdélégation de Villaines-la-Juhel